# Pereirabolbus
Pereirabolbus är ett släkte av skalbaggar. Pereirabolbus ingår i familjen Bolboceratidae.
Kladogram enligt Catalogue of Life:
| Pereirabolbus | \| \| Pereirabolbus castaneum \| \| \| \| \| \| Pereirabolbus tucumanensis \| \| \| \| |
|               | \| \| Pereirabolbus castaneum \| \| \| \| \| \| Pereirabolbus tucumanensis \| \| \| \| |
|               | Pereirabolbus castaneum                                                                |
|               |                                                                                        |
|               | Pereirabolbus tucumanensis                                                             |
|               |                                                                                        |